# Condado de Madison (Idaho)
O Condado de Madison é um dos 44 condados do Estado americano de Idaho. A sede do condado é Rexburg, que é também a sua maior cidade. O condado tem uma área de 1 226 km² (dos quais 5 km² estão cobertos por água), uma população de 22 467 habitantes, e uma densidade populacional de 22,5 hab/km² (segundo o censo nacional de 2000). O condado foi fundado em 1913. Recebeu o seu nome em homenagem ao presidente dos Estados Unidos, James Madison.